# オオツパイ
オオツパイ(Large treeshrew)は、ツパイ科ツパイ属の哺乳類である。スマトラ島や近隣の小島、またボルネオ島の低地や丘が原産である。

## 生息地
オオツパイは、ツパイの中で最も陸生の種である。木の上で過ごすこともあるが、通常は採餌のために林床で生活する。野外観察と形態学的痕跡の両方から、主に陸生であると記載される。一次熱帯雨林に最も多くいるが、湿地林や二次林でも見られる。マーブルキャット、ヒョウ、ウンピョウ等、捕食者となりうる種は多い。
種子散布により、低地熱帯雨林での生態系の維持に貢献している。

## 記載
オオツパイは、コモンツパイよりも若干大きい。背側の毛は赤茶色で、後部の色は暗く、黒に近い。首から、背中の半分から3分の2程度、色が黒くなる部分まで、黒色の縞模様が走っている。
測定されたサイズは、以下のとおり。
- 体長：165-321 mm
- 尾の長さ：130-220 mm
- 後足：43-57 mm
- 体重：154-305 g

鼻口部は長く、両目の中心から鼻先までの長さは、37 mm以上である。
聴力に優れ、目が大きいため夜間の視力はよいが日中はあまり見えない。

## 食糧
ミミズや、ムカデ、ヤスデ、甲虫の幼虫等の節足動物、また数種の果物を餌とする。節足動物の中でもアリ、甲虫、クモ、ゴキブリ、コオロギ等はあまり好まない。

## 生殖
性的に成熟するのは、両性とも平均で1歳である。メスは、2匹の晩成の子供を産む。縄張りの質が悪かったり食糧の少ない期間は、メスの繁殖力は落ちる。